# Budynki biurowe „Żyletkowce” w Krakowie
Budynki biurowe „Żyletkowce” – zespół trzech bliźniaczych, dziesięciokondygnacyjnych biurowców, wzniesionych w latach 1969–1970 przy alei Powstania Warszawskiego w Krakowie. Budynki usytuowane są na terenie dzielnicy II Grzegórzki i mają trzy różne adresy: ul. Przy Rondzie 6, al. Powstania Warszawskiego 10 i ul. Kazimierza Kordylewskiego 11.

## Historia
Projekt budynków został sporządzony w 1966 roku przez małżeństwo architektów Marię i Jerzego Chronowskich we współpracy z Jerzym Gardulskim. Wpisywał się on w szersze przedsięwzięcie, dotyczące wytworzenia pierzei zabudowy wielkomiejskiej po wschodniej stronie powstałej w czasach powojennych alei Powstania Warszawskiego (ówcześnie alei Powstańców Warszawy). W ramach tego procesu, oprócz „Żyletkowców” powstał jeszcze w pobliżu zespół gmachów Sądu Wojewódzkiego. Położona po wschodniej stronie ścisłego centrum miasta aleja Powstania Warszawskiego w tej koncepcji stała się podobnym wyzwaniem urbanistycznym, jakim w okresie przed II wojną światową były położone po zachodniej stronie Starego Miasta Aleje Trzech Wieszczów, zabudowane gmachami użyteczności publicznej.
Budynki wzniesiono w latach 1969–1970. Celem budowy było stworzenie odpowiedniej ilości powierzchni biurowej na rzecz wielkich, specjalistycznych przedsiębiorstw, które działały w ramach systemu ówczesnej gospodarki centralnie planowanej. Cały kompleks, zbudowany na parceli o powierzchni ok. 2 ha, był projektowany pod kątem pomieszczenia ok. 1700 pracowników przebywających w budynkach. Jeden z budynków, wysunięty najdalej na północ, przy ulicy Przy Rondzie 6, został przeznaczony na rzecz pomieszczeń biurowych „Biproskóru” – Biura Projektów Przemysłu Skórzanego, przedsiębiorstwa, którego zadaniem było opracowywanie projektów fabryk oraz urządzeń służących do obróbki produktów skórzanych, m.in. garbarni. Powierzchnia użytkowa dwóch pozostałych wieżowców została przydzielona Miejskiemu Biuru Projektów, Krakowskiemu Biuru Projektowo-Badawczemu Budownictwa Ogólnego oraz Zakładowi Projektowania i Usług Inwestycyjnych.
Po przemianach ustrojowych roku 1989 większość dawnych przedsiębiorstw państwowych, zajmujących pomieszczenia w „Żyletkowcach” upadło, uległo przebranżowieniu lub zredukowało załogę. Znaczna ich część podjęła działania w celu wynajmu należącej do nich powierzchni użytkowej podmiotom komercyjnym. Od tego czasu powierzchnia biurowa w budynkach jest użytkowana przez szereg instytucji publicznych, m.in. przez Urząd Miasta Krakowa i Urząd Wojewódzki. W latach 90. XX wieku po wschodniej stronie środkowego wieżowca przy alei Powstania Warszawskiego 10 zbudowano obszerny gmach obsługi interesantów Urzędu Miasta, reprezentujący styl postmodernistyczny. W 2010 roku Sąd Okręgowy, który zarządza budynkiem północnym, dawniej zajmowanym przez „Biproskór”, ogłosił plany remontu wieżowca. W ramach prac budowlanych planowano ocieplić elewację styropianem i usunąć charakterystyczne łamacze światła spomiędzy okien. Jednak sprzeciw środowisk pasjonatów architektury modernizmu, zaakcentowany dodatkowo kampanią w mediach przyczyniły się do odstąpienia inwestora od tych zamiarów i ostatecznie budynek zmodernizowano z poszanowaniem oryginalnego projektu z jednoczesnym przywróceniem oryginalnych elementów elewacji tzw. „żyletek”.
W 2016 roku rozpoczęto modernizację drugiego, środkowego wieżowca, którą zakończono w 2017 roku. Na czas remontu, do konserwacji zdemontowano łamacze światła, co początkowo również wzbudzało kontrowersje i niepokój, jakoby miały one zostać usunięte na stałe.
W 2018 roku przeprowadzono modernizację trzeciego, usytuowanego najdalej na południe biurowca, zajmowanego przez Małopolską Agencję Rozwoju Regionalnego i Biuro Rozwoju Krakowa. W ramach prac remontowych dokonano ocieplenia elewacji, jednocześnie zdemontowano łamacze światła – pierwotnie planowano je zdemontować do konserwacji i przywrócić po remoncie, co jednak nie nastąpiło. Elewacja budynku po modernizacji została pozbawiona również elementów, do których możliwy byłby montaż „żyletek”. Po zaistniałych kontrowersjach zarządca budynku określił, iż stan techniczny aluminiowych elementów nie pozwala na ich ponowny montaż, jednocześnie zapewnił, że charakterystyczne detale zostaną odtworzone. Łamacze światła planowano przywrócić wyposażone w panele fotowoltaiczne, za sprawą czego charakterystyczne „żyletki” oprócz funkcji estetycznych mogłyby pełnić także funkcję użytkową, co dałoby możliwość uzyskania przez wieżowiec pewnej samowystarczalności energetycznej, np. w zakresie wykorzystania energii do potrzeb klimatyzacji. Do 2021 roku jednak żadnych z tych planów nie zrealizowano.

## Architektura
„Żyletkowce” są trzema podłużnymi i wysokimi jak na czasy, w których powstawały, budynkami biurowymi. Ich łączna powierzchnia użytkowa wynosi ok. 16 000 m². Na parterze każdego z modernistycznych wieżowców zaplanowano obszerne lobby z salami konferencyjnymi. Powyżej, wzdłuż kolejnych dziewięciu kondygnacji prowadzą żelbetowe ściany z prefabrykatów, przecinane przez wstęgi okien, ciągnących się przez całą szerokość elewacji, a także nachodzących na narożniki. Charakterystycznym elementem architektury budynku są zamontowane w pionie, cienkie aluminiowe łamacze światła, umieszczone pomiędzy oknami. Ich zastosowanie oraz naprzemienny układ miał za zadanie rozbić monotonię architektury modernistycznej bryły. Aluminiowe elementy błyszczą się w słońcu, a ich skojarzenie z kształtem żyletek stało się czynnikiem, za sprawą którego biurowce uzyskały swoją potoczną nazwę.

## Galeria

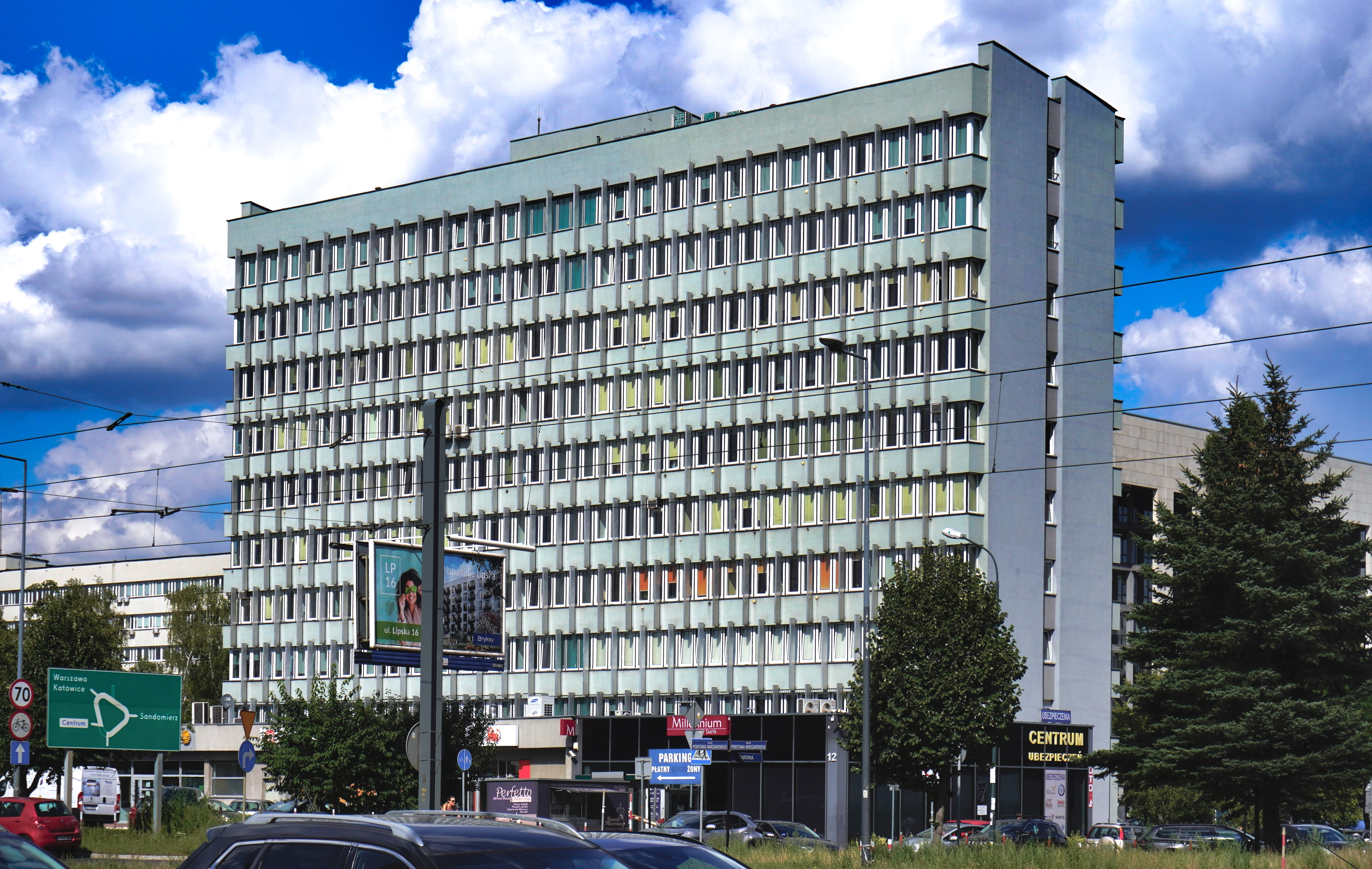
Wieżowiec przy ul. Przy Rondzie 6
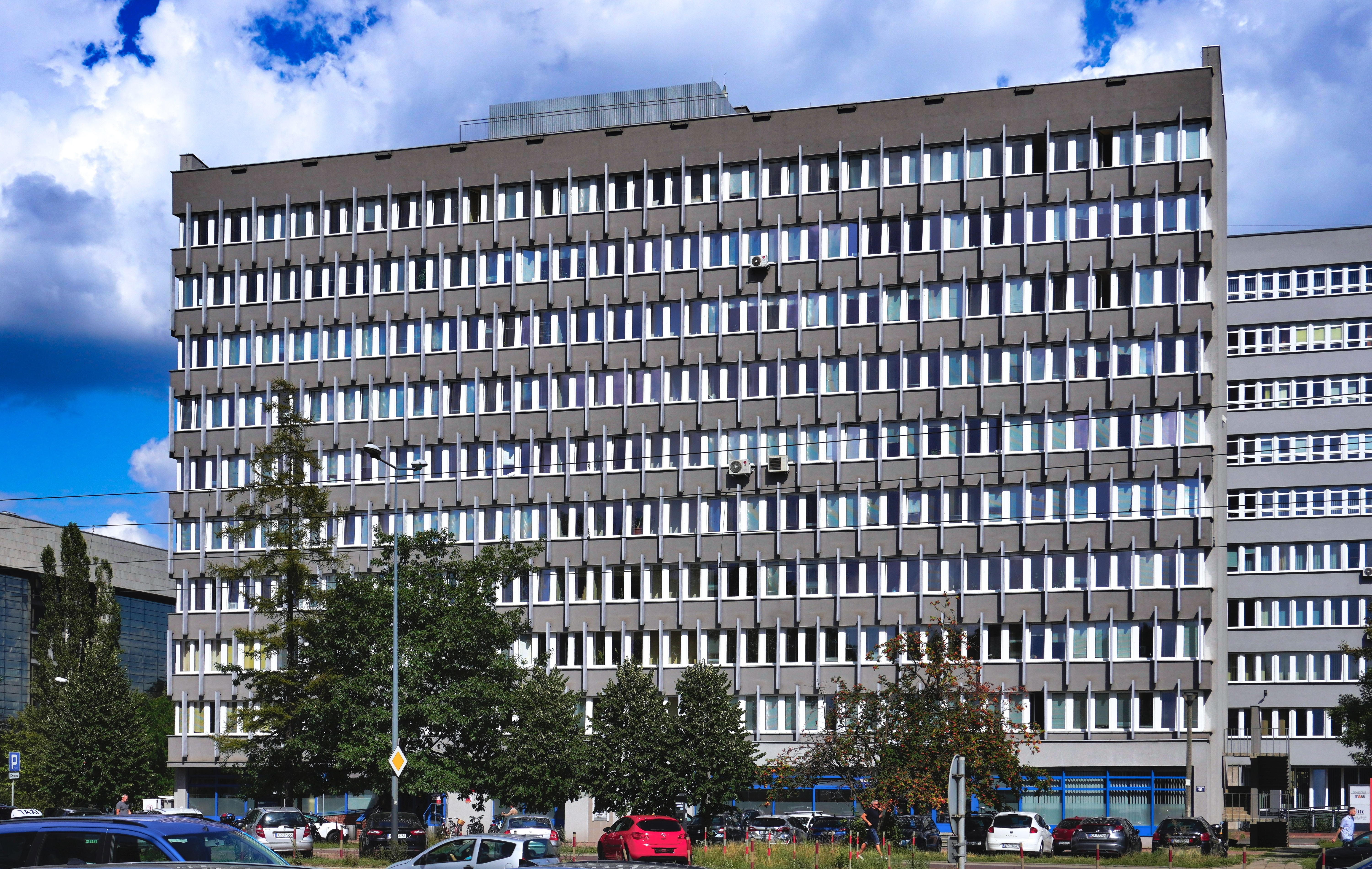
Wieżowiec przy al. Powstania Warszawskiego 10
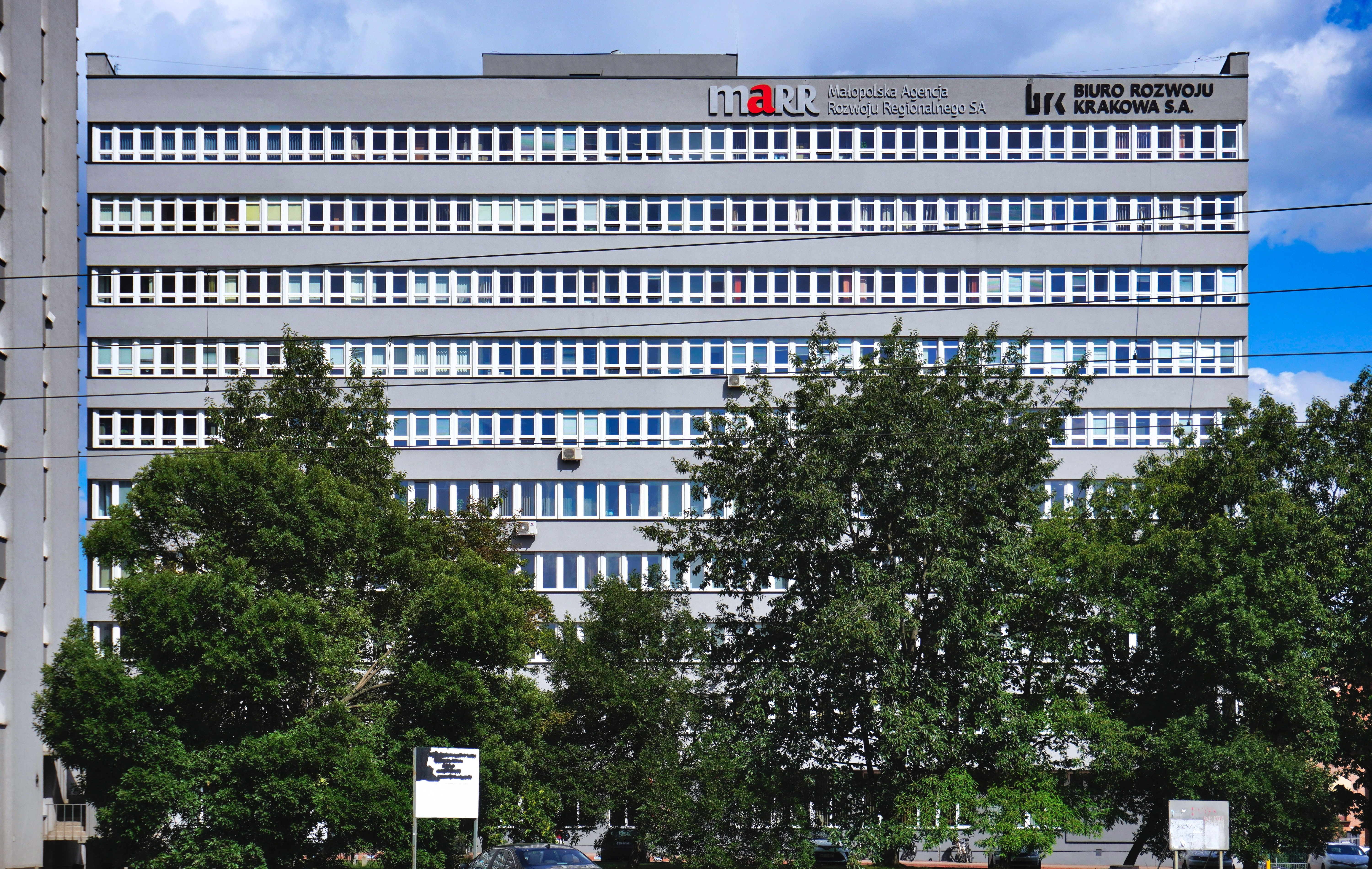
Wieżowiec przy ul. Kordylewskiego 11